# 告白-CONFESSION-
『告白-CONFESSION-』（こくはく コンフェッション）は、日本の歌手、沢田研二の24作目となるオリジナルアルバム。
1987年5月25日東芝EMI/イーストワールドよりリリース。

## 解説
沢田研二のCO-CóLOを率いての2枚目となるアルバム。全編ニューヨークでレコーディングされており、現地のミュージシャンが多数参加している。全ての作詞を沢田本人が手がけており、作曲は沢田とCO-CóLOのメンバーによる。また、「FADE IN」という短いインストゥルメンタルが収録されている。これは沢田とCO-CóLOとの一体感（沢田にはCO-CóLOは「沢田とバックバンド」ではなく「リードボーカルが沢田研二のバンド」という意識があった）を示すこととなった。

## 収録曲
- 全編曲：CO-CóLO

1. 女びいき
  - 作詞:沢田研二／作曲:石間秀機
2. 般若湯
  - 作詞:沢田研二／作曲:石間秀機
3. FADE IN（INSTRUMENT）
  - 作曲:竹内正彦
4. STEPPIN' STONES
  - 作詞・作曲:沢田研二
5. 明星-VENUS-
  - 作詞:沢田研二／作曲:石間秀機
6. DEAR MY FATHER
  - 作詞:沢田研二／作曲:石間秀機
7. 青春藪ん中
  - 作詞・作曲:沢田研二
8. 晴れた日
  - 作詞:沢田研二／作曲:石間秀機
9. 透明な孔雀
  - 作詞:沢田研二／作曲:竹内正彦
10. 護り給え
  - 作詞:沢田研二／作曲:篠原信彦